# Triade egizia
Per triade egizia si intende un gruppo di tre divinità che vengono adorate nel medesimo luogo. Rappresentano padre, madre e figlio.
Ma non mancano esempi di triadi composte dai tre aspetti della medesima divinità come Khepri, Ra e Atum oppure tre divinità diverse come Ptah, Sokar e Osiri.
Pur usando antichi dei, tranne rare eccezioni,  le maggiori triadi risalgono al Medio Regno e continuarono ad essere create fino a tutto il periodo tolemaico.
Oltre alle triadi prettamente religiose, sono definite triadi anche i gruppi statuari rappresentanti un sovrano, identificato come figlio divino e dio egli stesso, affiancato da due divinità. 
Le triadi statuarie furono usate anche per uso privato dove gli dei venivano sostituiti da tre membri della famiglia, in generale padre, madre, figlio o figlia.

## Triade di Elefantina
| Nome            | Triade di Elefantina        |
| Lugo principale | Elefantina                  |
| Tipo gruppo     | Triade di divinità          |
| Numero divinità | Tre                         |
| Epoca           | Antico, Medio e Nuovo Regno |

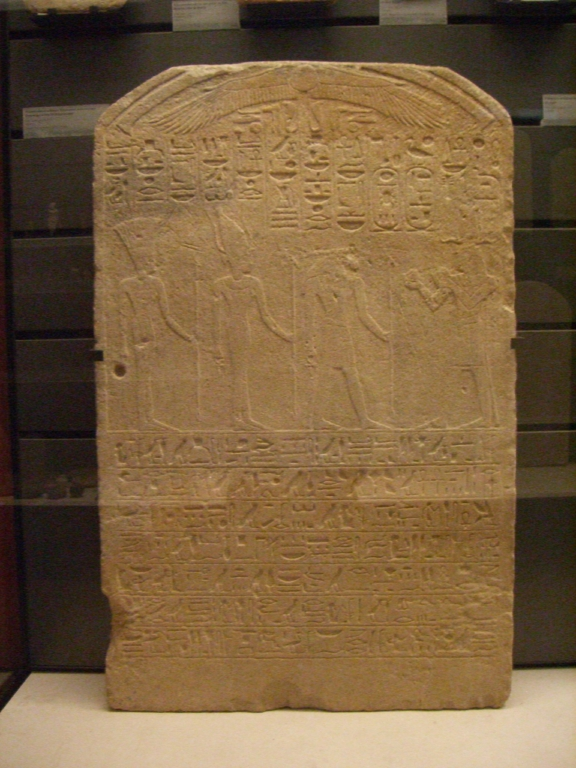
la Triade di Elefantina

La triade di Elefantina è composta, come le altre triadi, da tre divinità. Erano anche adorati a Esna.

### Divinità
- Khnum: Creatore degli uomini.
- Satet: Moglie di Khnum e madre di Anqet.
- Anuqet: figlia di Khnum e Satet.

## Triade di Menfi
| Nome            | Triade di Menfi             |
| Lugo principale | Menfi                       |
| Tipo gruppo     | Triade di divinità          |
| Numero divinità | Tre                         |
| Epoca           | Antico, Medio e Nuovo Regno |

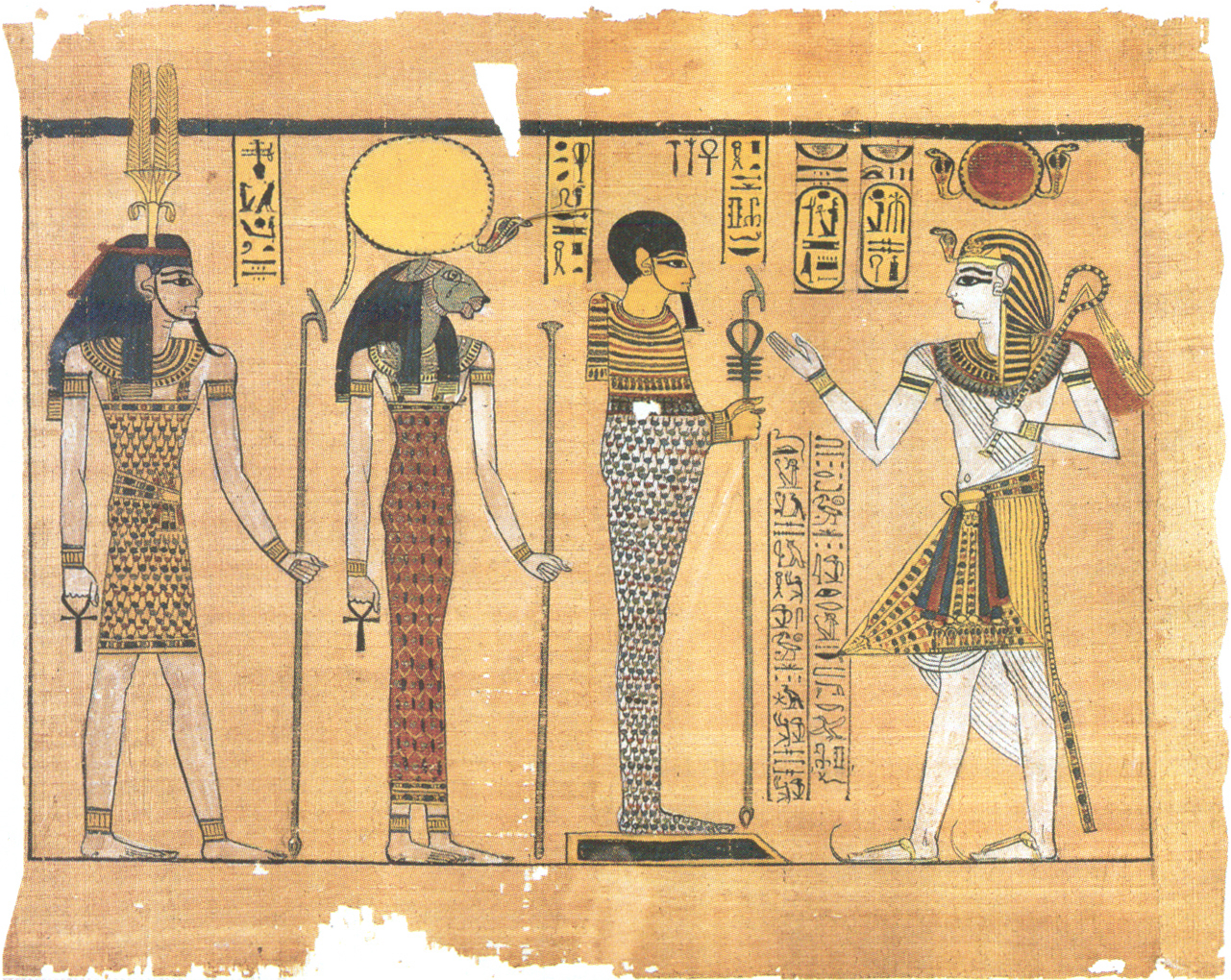
Ramses e gli dei della Triade di Menfi

A Menfi, specialmente per via di Ptah, una delle tre divinità. Per le persone di Menfi, Ptah era il creatore degli dei, che creo' la sua sposa Sekhmet. Dissero che fece creare le cose pronunciandole.

### Divinità
- Ptah: Dio degli artigiani e dei mercanti. Marito di Sekhmet.
- Sekhmet: Dea leonessa della guerra.
- Nefertum: Dio dei profumi, figlio di Ptah.

## Triade di Tebe

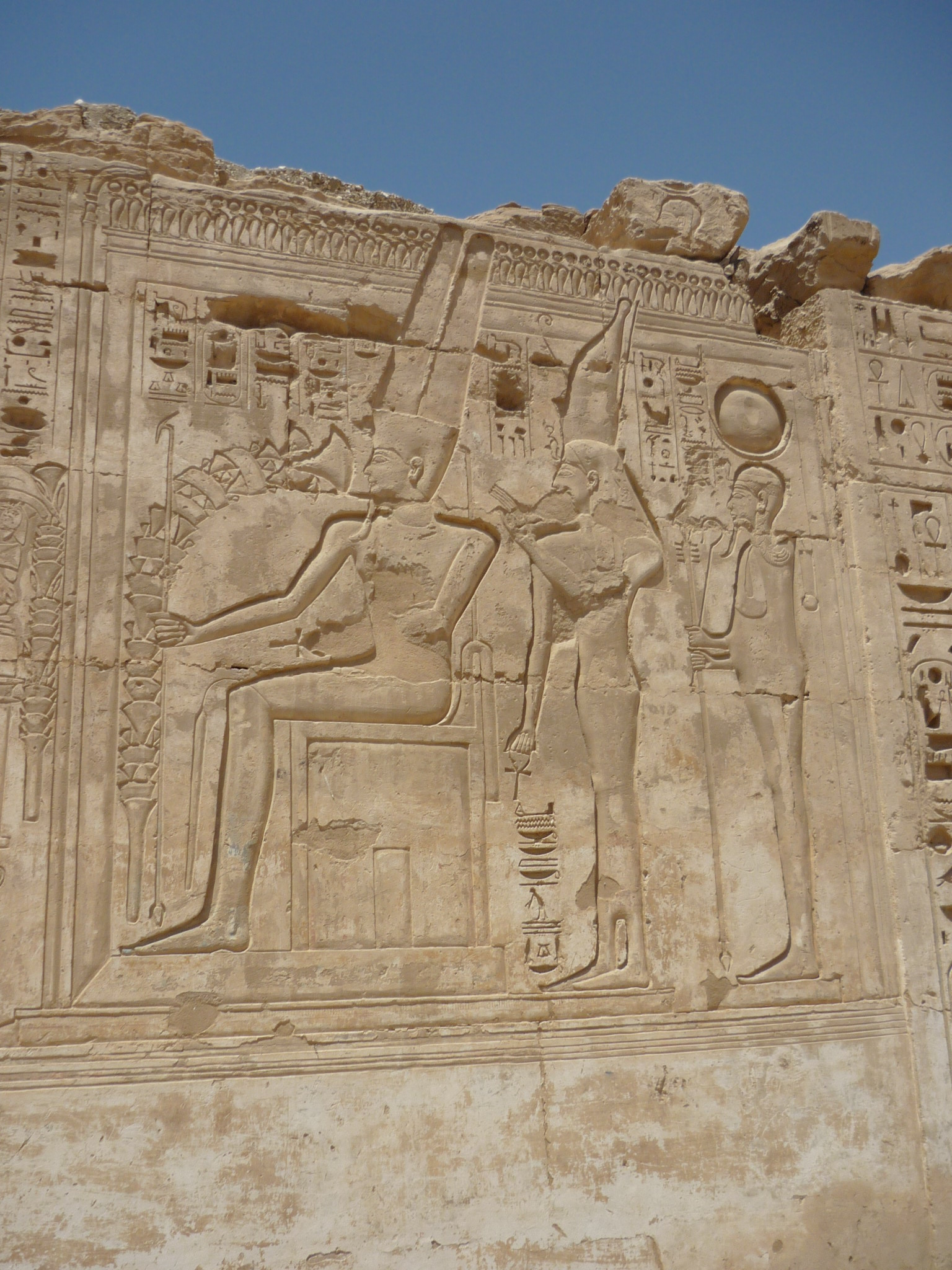
la Triade di Tebe

| Nome            | Triade di Tebe              |
| Lugo principale | Tebe                        |
| Tipo gruppo     | Triade di divinità          |
| Numero divinità | Tre                         |
| Epoca           | Antico, Medio e Nuovo Regno |

### Divinità
- Amon: Dio guerriero con aspetti solari, protettore del sovrano, divenne il dio supremo del pantheon egizio e divinità universale di tutto il mondo egizio, tanto da essere assimilato al dio del Sole Ra, sotto il nome di Amon-Ra.
- Mut: Sposa di Amon, era associata alla forza dell'acqua.
- Khonsu: Si tratta di una divinità lunare figlio di Amon e Mut.

## Triade di Edfu
| Nome            | Triade di Edfu              |
| Lugo principale | Edfu                        |
| Tipo gruppo     | Triade di divinità          |
| Numero divinità | Tre                         |
| Epoca           | Antico, Medio e Nuovo Regno |

La triade di Edfu è composta, come le altre triadi, da tre divinità e veniva celebrata nella festa della Buona Riunione

### Divinità
- Horus: di Edfu, figlio di Osiride e Iside
- Hathor: di Dendera, dea della musica e della gioia, madre del falco Horus
- Harsomtus: figlio di Horus di Edfu e Hathor di Dendera

## Triade di Dendera
| Nome            | Triade di Dendera           |
| Lugo principale | Dendera                     |
| Tipo gruppo     | Triade di divinità          |
| Numero divinità | Tre                         |
| Epoca           | Antico, Medio e Nuovo Regno |

La triade è composta, come le altre triadi, da tre divinità ma era adorata solo a Dendera dove Hathor era la dea locale.

### Divinità
- Horus: di Edfu, figlio di Osiride e Iside
- Hathor: di Dendera, dea della musica e della gioia
- Ihi: figlio di Horus di Edfu e Hathor di Dendera, personificazione del sistro

## Triade osiriaca
| Nome            | Triade osiriaca             |
| Lugo principale | tutto l'Egitto              |
| Tipo gruppo     | Triade di divinità          |
| Numero divinità | Tre                         |
| Epoca           | Antico, Medio e Nuovo Regno |

La triade osiriaca è composta, come le altre triadi, da tre divinità, fu la più importante di tutto l'Egitto ed adorata ovunque.

### Divinità
- Osiride: di Abido, dio della morte e dell'oltretomba
- Iside: di Behbeit el-Hagar, dea della maternità e della magia
- Horus: figlio di Osiride di Abido e Iside di Behbeit el-Hagar

## Triadi di Kôm Ombo
| Nome            | Triade di Kôm Ombo |
| Lugo principale | Kôm Ombo           |
| Tipo gruppo     | Triade di divinità |
| Numero divinità | Tre                |
| Epoca           | Periodo tardo      |

La prima triade di Kôm Ombo è composta, come le altre triadi, da tre divinità e fu creata dai sovrani tolemaici ed imperatori romani, che ne crearono anche una seconda.

### Divinità
- Sobek: dio delle acque e delle inondazioni
- Hathor: dea della musica e della gioia
- Khonsuor: unione di due divinità, Khonsu e Horus

| Nome            | Triade di Kôm Ombo |
| Lugo principale | Kôm Ombo           |
| Tipo gruppo     | Triade di divinità |
| Numero divinità | Tre                |
| Epoca           | Periodo tardo      |

La seconda triade di Kôm Ombo è composta, come le altre triadi, da tre divinità e fu creata dai sovrani tolemaici ed imperatori romani.
- Haroeris: aspetto di Horus "Il Grande"
- Tasentnofret: sposa di Haroeris, ipostasi di Hathor
- Panebtaui: Dio, Signore del Doppio Paese

## Triadi di Micerino
| Nome            | Triade di Micerino |
| Lugo principale | vari nòmi          |
| Tipo gruppo     | Triade di divinità |
| Numero divinità | Tre                |
| Epoca           | Antico Regno       |

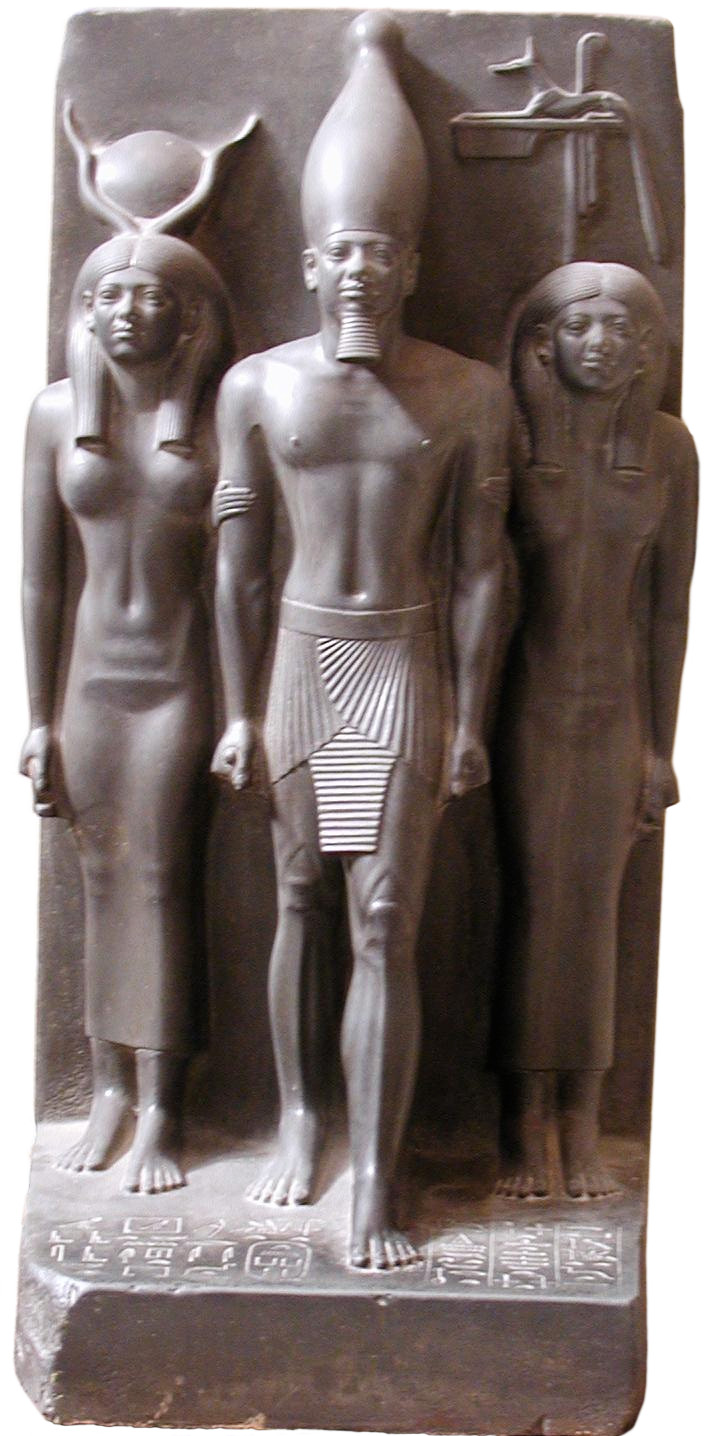
Triade composta da Hathor, Micerino e Anput

Le triadi di Micerino, sono gruppi statuari composti da tre divinità quali il sovrano Micerino, la dea Hathor ed una divinità che personificava un nomo. 

### Divinità
- Micerino: sovrano della IV dinastia
- Hathor: dea della musica e della gioia
- Divinità del nomo: personificazione divina delle province dell'Alto Egitto

## Galleria d'immagini

Ptah
Sekhmet
Nefertum
Khnum
Anket
Amon
Mut
Amon e Mut
Khonsu